# Deatsville, Alabama
Deatsville là một thị trấn thuộc quận Elmore, tiểu bang Alabama, Hoa Kỳ. Dân số năm 2009 là 379 người, mật độ đạt 31 người/km².